# アーノルド・クレモラ
アーノルド・クレモラ(Arnold Richard Klemola、1931年2月20日 - 2019年1月5日)は、アメリカ合衆国の天文学者である。リック天文台に勤め、1958年から論文を発表している。クレモラ彗星や、(2202) ペレ等16個の小惑星を発見した。